# كوفي (مغنية)
كوفي (بالإنجليزية: Kofi)‏ هي مغنية بريطانية، ولدت في 1961 في لامبث ‏ في المملكة المتحدة.

## وصلات خارجية
- الموقع الرسمي
- كوفي على موقع ميوزك برينز (الإنجليزية)
- كوفي على موقع ديسكوغز (الإنجليزية)